# جاك فروست (سياسي)
جاك فروست (بالإنجليزية: Jack Frost)‏ هو سياسي أسترالي، ولد في 1911، وتوفي في 27 سبتمبر 1995. حزبياً، نشط في حزب العمال الأسترالي. وقد انتخب عضو مجلس النواب تسمانيا من الجمعية.